# José Antonio Fernández (tenista)
José Antonio Fernández Ibarra (Santiago, 26 de enero de 1965) es un extenista y entrenador chileno. Es hijo de la extenista Carmen Ibarra.
En su carrera ganó el Orange Bowl sub-14 individual en 1979 y logró una final simple en un Challenger. Fue jugador del equipo chileno de Copa Davis en 1985 y de 1989 a 1991. De sus once partidos en este torneo, ganó siete y cayó en cuatro.
Entre 1984 y 2011 vivió en Alemania, donde ejerció como técnico de tenis y mental. Entre 1986 y 1987 dirigió a la alemana Steffi Graf, reemplazando temporalmente al checoslovaco Pavel Složil. En la actualidad tiene su propia empresa deportiva, SPORTmind Coaching System en Estados Unidos, donde se dedica al desarrollo de jóvenes hacia el alto rendimiento. Ha publicado dos libros: Evolución en Arcilla y Descubre tus Fortalezas.

## Títulos (0)

### Finalista en individuales (1)
- 1989: Salerno (pierde ante Claudio Pistolesi)